# 苏家店乡
苏家店乡，是中华人民共和国河北省承德市丰宁满族自治县下辖的一个乡镇级行政单位。

## 行政区划
苏家店乡下辖以下地区：
苏家店村、平房村、白云沟村、干沟门村、小庙子村和红石砬村。